# 로봇G
《로봇G》(ロボジー 로보지[*], Robo G)는 2012년 일본 영화이다. 야구치 시노부가 감독을 맡았으며 미키 커티스와 요시타카 유리코가 주연을 맡았다.

## 줄거리
소규모 가전 업체 '기무라 전기'의 엔지니어 세 명에게 사장이 로봇 박람회 기획홍보를 위해 이족보행 로봇 개발을 지시한다. 그러나 발표 1주일 전에 개발하던 로봇 '뉴 시오카제'가 크게 부서진다. 궁지에 몰린 세 명은 로봇을 연기할 사람을 모집해서, 일종의 로봇 옷으로 만든 '뉴 시오카제'를 입히고 로봇 시늉을 시켜 문제를 해결하려 한다. 오디션으로 선발했던 성깔있는 73세 노인 스즈키가 로봇 옷을 입고 박람회에서 제멋대로 행동을 하고 만다. 이를 계기로 엄청난 상황을 초래하는데...

## 출연진
- 이가라시 신지로(미키 커티스) - 스즈키 시게미쓰, 로봇 안에 들어가 로봇을 연기하는 노인
- 요시타카 유리코 - 사사키 요코, 로봇을 좋아하는 대학생
- 하마다 가쿠 - 고바야시, 기무라 전기 엔지니어
- 가와이 쇼고 - 오타, 기무라 전기 엔지니어
- 가와시마 준야 - 나가이, 기무라 전기 엔지니어
- 타바타 토모코 - 이타미, 방송국 PD
- 와쿠이 에미 - 사이토 하루에, 시게미쓰의 딸
- 오노 다케히코 - 기무라, 기무라 전기 사장
- 다나베 세이치
- 니시다 나오미
- 다나카 요지
- 도쿠이 유
- 다케나카 나오토